# Vinicio Castillo Semán
Vinicio Castillo Semán (n. San Francisco de Macorís, 3 de noviembre de 1963), más conocido como Vinicito, es un jurista y político dominicano.

## Biografía
Vinicio Castillo Semán es miembro del partido Fuerza Nacional Progresista y representó a la primera circunscripción del Distrito Nacional en la Cámara de Diputados, desde el 3 de junio de 2014, en sustitución de su hermano Pelegrín Castillo, quien pasó a ser ministro de Energía y Minas.

## Origen familiar y primeros años
Castillo Semán es hijo del abogado y jurista Marino Vinicio ‘Vincho’ Castillo Rodríguez y de Sogela Semán, de origen libanés.

## Vida profesional y política
El 18 de octubre del 2015 Vinicio, también conocido como Vinicito, fue proclamado como candidato a senador del Distrito Nacional por la FNP. Su discurso se  enfocó en los valores familiares y el cristianismo.
Entre las propuestas como legislador estuvo la construcción de un muro que divida la República Dominicana de Haití, para evitar entrada de ilegales y de drogas por la frontera. La independencia del procurador general de la República e internet gratis para las personas de escasos recursos.
No resultó electo al obtener solo 18,294 votos, o un 3.86%.
Vinicio Castillo advierte que la suspensión de la ayuda de la ONU a Haití podría provocar una migración masiva.